# Plegapteryx
Plegapteryx is een geslacht van vlinders van de familie spanners (Geometridae), uit de onderfamilie Ennominae.

## Soorten
- P. anomalus Herrich-Schäffer, 1856
- P. hellingsi (Carcasson, 1962)
- P. obscura Holland, 1893
- P. peregrinus (Carcasson, 1962)
- P. prouti (Bethune-Baker, 1927)
- P. purpurascens Holland, 1893
- P. sphingata (Warren, 1895)
- P. subsplendens Holland, 1893